# Lior Makmel
Lior Makmel (21 de enero de 2009) es una deportista israelí que compite en natación sincronizada. Ganó una medalla de bronce en el Campeonato Europeo de Natación Artística de 2025, en la prueba equipo libre.

## Palmarés internacional
| Campeonato Europeo | Campeonato Europeo | Campeonato Europeo | Campeonato Europeo |
| Año                | Lugar              | Medalla            | Prueba             |
| ------------------ | ------------------ | ------------------ | ------------------ |
| 2025               | Funchal (Portugal) | Medalla de bronce  | Equipo libre       |